# Rocky (loạt phim)
Rocky là một loạt phim truyền hình quyền Anh Mỹ. Bộ phim đầu tiên, Rocky (1976), và năm phần tiếp theo của nó tập trung vào sự nghiệp quyền anh của nhân vật hư cấu cùng tên, Rocky Balboa (Sylvester Stallone đóng). Đối với phần bảy và phần tám, là các phần spinoff tiếp theo Creed (2015) và Creed II (2018), loạt phim đã chuyển sang kể về Adonis Creed (Michael B. Jordan đóng), con trai của đối thủ đã chết của Rocky và người bạn Apollo Creed (Carl Weathers đóng), với tư cách là một võ sĩ quyền anh với Rocky hiện đã nghỉ hưu xuất hiện với tư cách là huấn luyện viên của mình. Tất cả các bộ phim trong loạt phim này đều được Stallone viết hoặc đồng sáng tác trừ Creed, được viết bởi Ryan Coogler và Aaron Covington. Bộ phim gốc và phần thứ năm được đạo diễn bởi John G. Avildsen, Creed được đạo diễn bởi Coogler, Creed II được Steven Caple Jr.đạo diễn, và phần còn lại do Stallone đạo diễn. Vào tháng 7 năm 2019, Stallone nói rằng một phần tiếp theo của thương hiệu Rocky đang được phát triển và đã có những cuộc thảo luận liên tục về một loạt phim truyền hình tiền truyện dựa trên những năm đầu của Rocky Balboa.
Loạt phim đã thu về hơn 1,7 tỷ đô la Mỹ tại các phòng vé trên toàn thế giới. Bộ phim đầu tiên, thứ ba và thứ bảy đã nhận được đề cử giải Oscar. Bộ phim đầu tiên giành giải Phim hay nhất, Đạo diễn xuất sắc nhất và Biên tập phim hay nhất. Stallone đã nhận được đề cử giải Oscar cho vai diễn Rocky, trong bộ phim đầu tiên và thứ bảy. Nhạc phim của loạt phim cũng đã nhận được đề cử cho các bộ phim đầu tiên và thứ ba.